# OOYeah!!
『OOYeah!!』（オーイェー）は、日本のロックバンド、SUPERCARのアルバム。1999年8月21日、エピックレコードジャパンより発売。

## 概要
- アルバム『JUMP UP』からわずか5ヶ月後に、『OOKeah!!』と2枚同時発売された。
- オリジナルアルバムとは扱われておらず、企画アルバムとして扱われている。
- 初回限定：3Dグラス付。帯がフィルムになっており、それを通してジャケットを見ると飛び出して見えるというものであった。

## 収録曲
| 全作詞: 石渡淳治、全作曲: 中村弘二、全編曲: SUPERCAR。 |                      |          |            |      |
| #                                                      | タイトル             | 作詞     | 作曲・編曲 | 時間 |
| 1.                                                     | 「OOYeah!!」         | 石渡淳治 | 中村弘二   | 2:02 |
| 2.                                                     | 「BE」               | 石渡淳治 | 中村弘二   | 5:13 |
| 3.                                                     | 「MOTORBIKE」        | 石渡淳治 | 中村弘二   | 3:29 |
| 4.                                                     | 「Let's Go Party!!」 | 石渡淳治 | 中村弘二   | 3:18 |
| 5.                                                     | 「Noman」            | 石渡淳治 | 中村弘二   | 4:45 |
| 6.                                                     | 「Freshman Head」    | 石渡淳治 | 中村弘二   | 4:18 |
| 7.                                                     | 「IONADISCO」        | 石渡淳治 | 中村弘二   | 3:26 |
| 8.                                                     | 「ONE」              | 石渡淳治 | 中村弘二   | 2:39 |
| 9.                                                     | 「Life Goes On」     | 石渡淳治 | 中村弘二   | 3:12 |
| 10.                                                    | 「HeLP」             | 石渡淳治 | 中村弘二   | 4:51 |
| 合計時間:                                              | 合計時間:            | 37:13    |            |      |

### 楽曲解説
「OOYeah!!」
今作の表題曲。
「BE」
PVが制作されている。主人公がサッカーのシュートを外すごとに、彼と関わった人間が次々と撃たれていくというストーリー。
1. ゲストとして、お笑いコンビのアメリカザリガニ、元プロサッカー選手で当時横浜マリノスに所属していた井手口純、元AV女優の若菜瀬奈が出演している。